# El planeta de los simios (película de 1968)
Planet of the Apes (El planeta de los simios en España e Hispanoamérica), es una película estadounidense de ciencia ficción de 1968 basada en la novela homónima de Pierre Boulle y la primera de la franquicia El planeta de los simios. Franklin J. Schaffner dirigió la película protagonizada por Charlton Heston, Roddy McDowall, Kim Hunter, Maurice Evans y James Whitmore. La cinta narra la historia del astronauta George Taylor, quien junto a su tripulación tiene un aterrizaje forzoso en un planeta habitado por simios inteligentes. El desarrollo de esta cinta comenzó en 1960, cuando Rod Serling, creador de La dimensión desconocida, desarrolló un primer guion, que fue descartado porque al ser demasiado fiel a la novela implicaba una gran inversión en el desarrollo de escenarios y efectos especiales. Michael Wilson fue el encargado de reescribir el guion de Serling, y a petición de Schaffner mostraba la sociedad de los simios más primitiva para reducir los costos de producción. El éxito de este largometraje llevó a la producción de varias secuelas y precuelas, una serie de televisión cancelada en su primera temporada y a la creación de una serie ajena de dibujos animados (más apegada a la novela de Pierre Boulle, La planète des singes) en las décadas de 1960 y 1970.
En el año 2001, la película fue considerada «cultural, histórica y estéticamente significativa» por la Biblioteca del Congreso de Estados Unidos y seleccionada para su preservación en el National Film Registry.

## Argumento
En un todavía futuro 1974, cuatro astronautas, el coronel George Taylor (Charlton Heston), Landon (Robert Gunner), Dodge (Jeff Burton) y Stewart (Dianne Stanley, que no aparece en los créditos) se encuentran en hibernación cuando su nave espacial aterriza y se estrella en un lago de un planeta desconocido después de un viaje de 18 meses a velocidades cercanas a la de la luz. Al despertar, los astronautas descubren que debido a una pérdida de aire, el equipo de animación de la piloto Stewart falló, por lo que la encuentran muerta y disecada. De pronto se alertan que la nave se está hundiendo en el lago, por lo que se apresuran a escapar. Antes de abandonar la nave, Taylor observa que, según los cálculos de la computadora, el año actual es 3978, fenómeno que estaba previsto, pues mientras la tripulación ha envejecido solo 18 meses, para el planeta Tierra han transcurrido 2006 años (contados desde el lanzamiento, en 1972) debido a la dilatación del tiempo típica de la teoría de la relatividad de Einstein.
Los tres hombres cruzan el lago en una lancha inflable. Una vez en la orilla, Dodge realiza un examen del suelo determinando que el planeta es incapaz de sostener la vida. 
A pesar de ello, los tres astronautas echan a andar a través de un paisaje desértico bajo unas condiciones atmosféricas duras e inexplicables. La amenazante situación que experimentan comporta el desánimo y derrumbe en Landon. Taylor responde con ironía ante la actitud de su compañero a quien ve como la personificación de los defectos y debilidades de la especie humana, a la que aborrece y se burla, no dejando de pensar que "en alguna parte del universo tiene que haber algo mejor que el hombre". 
Poco después descubren los primeros hallazgos de vida vegetal. En el borde del desierto encuentran un oasis y deciden ir a nadar para refrescarse, haciendo caso omiso de extrañas figuras parecidas a espantapájaros. Mientras nadan, sus ropas son robadas. Salen a la búsqueda de los ladrones, hasta que encuentran su indumentaria hecha jirones y sus suministros saqueados. Los ladrones son un grupo de humanos primitivos que no pueden hablar y que están saqueando un campo de maíz.
De pronto, uniformados a bordo de caballo corren por el campo de maíz, blandiendo armas de fuego, trampas y redes, que utilizan para capturar a todos los humanos que puedan y matar a los que escapen. Los uniformados, resultan ser gorilas. Mientras huyen, Dodge es asesinado, Landon es golpeado quedando inconsciente, y Taylor recibe un disparo en la garganta que lo enmudece. Durante la caza, los gorilas capturan a una hermosa muchacha (Linda Harrison)―. Luego es encerrado en una jaula, Zira lo examina y Taylor intenta decir palabras pero no lo consigue debido a su herida, y Zira lo anima a hablar: 

¡Habla, ojos claros! ¡Vamos! ¡Vuelve a hablar! ¡Haz tu monería!

Pero es inútil. 
Los humanos, incluido Taylor, son llevados hasta una jaula común al aire libre. Taylor trata de llamar la atención de Zira y su novio Cornelius escribiendo su nombre en el suelo, pero ambos se enfrascan en una conversación con el doctor Zaius y no lo toman en cuenta. En ese momento, Nova, que estaba junto a Taylor, borra lo que ha escrito y este la aparta violentamente produciéndose una pelea, por lo que son llevados de nuevo a sus jaulas interiores. Zaius, percatado de la habilidad de Taylor, borra el resto del nombre con su bastón. Dentro del laboratorio Zira vuelve a animar a Taylor a que hable, este le quita su bolígrafo y cuaderno para escribir su nombre causando la sorpresa de Zira, quien ordena lo lleven a su casa para estudiarlo. Allí Zira y Cornelius se sorprenden del relato de Taylor quien les explica con un avión de papel como llegó a su mundo volando, a lo que Cornelius replica que eso es un "imposible científico". Para ese momento llega Zaius y replica a Cornelius su obsesión por llegar otra vez a la zona prohibida y destruye el avión de papel que hizo Taylor, ordenando a los guardianes que lo devuelvan al laboratorio.
Ya en el laboratorio, uno de los simios comenta que Taylor será castrado por órdenes de Zaius y este logra escapar, pero en la huida los simios lo golpean atrapándolo con una red. Cuando se disponen a levantarlo Taylor logra hablar exclamando 

¡¡Quítenme las patas hediondas de encima, malditos simios asquerosos!!

Causa así la sorpresa de todos los simios.

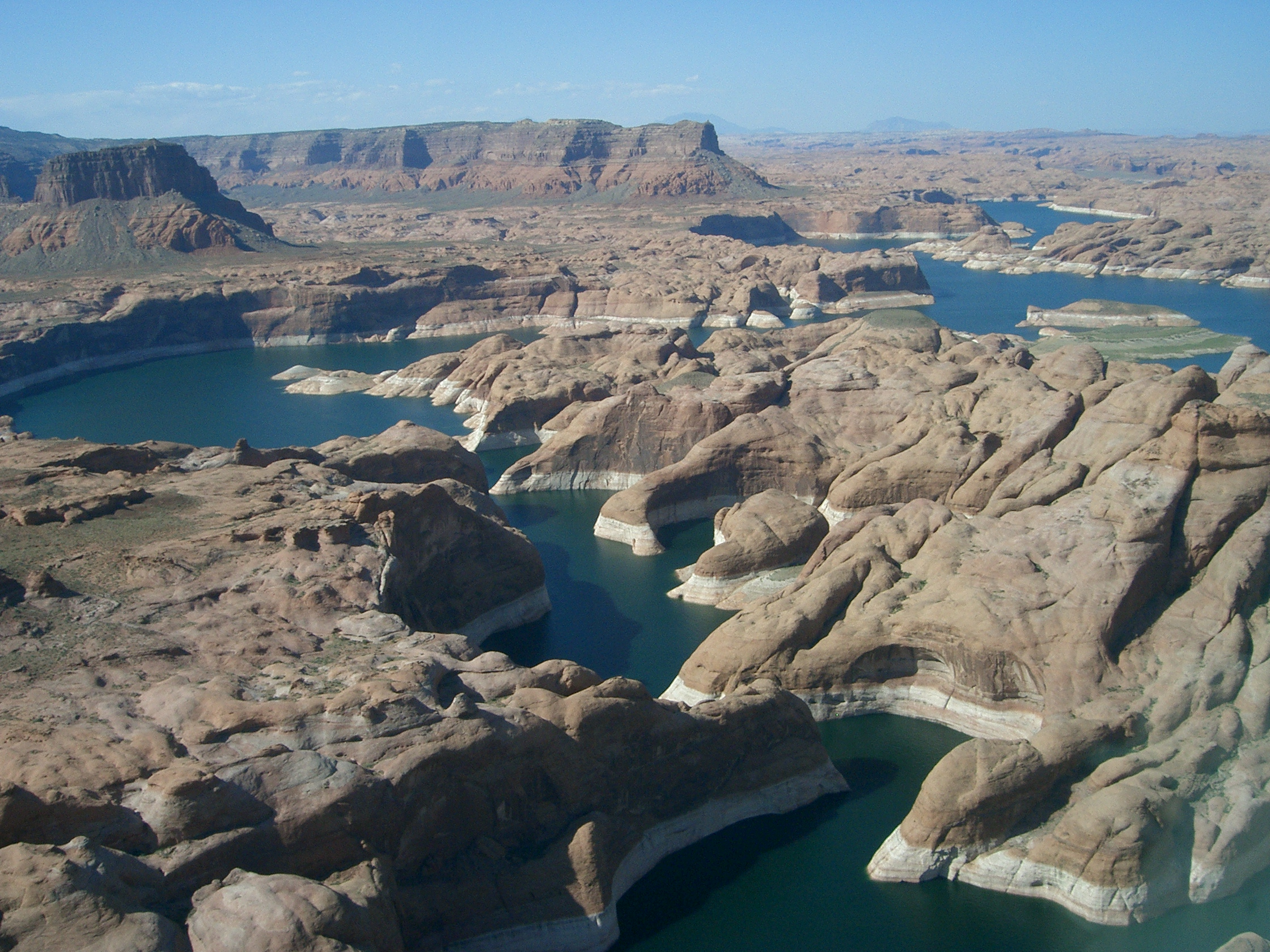
Las escenas iniciales de la película fueron rodadas en el lago Powell (Arizona).

Taylor es trasladado de nuevo a su jaula y allí se junta con la mujer, a la que pone el nombre de Nova y trata de enseñarle a hablar pero inmediatamente es llevado ante el Consejo Simio y es acusado por un tribunal al mando de Zaius. Allí intenta demostrar que existe otro hombre como él que también puede hablar y que es su compañero Landon, pero cuando se lo muestran se da cuenta de que ha sido lobotomizado para incapacitarlo. Taylor reacciona furioso maldiciendo a Zaius y es retornado a su jaula. En un último intento, Zaius lo lleva a su casa pidiendo que revele su origen y que declare dónde se encuentra el nido de los mutantes al que, según él, pertenece Taylor; pero por más explicaciones que da este, Zaius no le da crédito. 
Taylor es ayudado a escapar por Cornelius y Zira, llevándose a Nova, y viajan hasta la zona prohibida. Allí son alcanzados por Zaius, y en una cueva, donde Cornelius ha realizado excavaciones arqueológicas, descubren una muñeca humana que habla, a lo que Taylor vuelve a maldecir a Zaius ante la presencia de los guardias que descubren el lugar. Taylor toma de rehén a Zaius y obliga a los guardias a que abandonen la zona. Cuando Taylor se dispone a marchar con Nova, Zaius lo recrimina por la maldad de su especie. Taylor, sin embargo, le replica: 

Aun no me ha respondido, doctor. ¿Un planeta donde el simio evolucionó del hombre? Tiene que haber una respuesta.

A lo que Zaius contesta: 

No la busque, Taylor: puede que no le guste lo que encuentre.

Taylor se despide de Cornelius y Zira y estos le agradecen su ayuda por demostrar que tenían la razón en sus postulados científicos. Mientras Taylor y Nova emprenden su marcha, Zira le pregunta a Zaius: 

¿Qué encontrará allí, Doctor?

Y este le responde: 

Su destino.

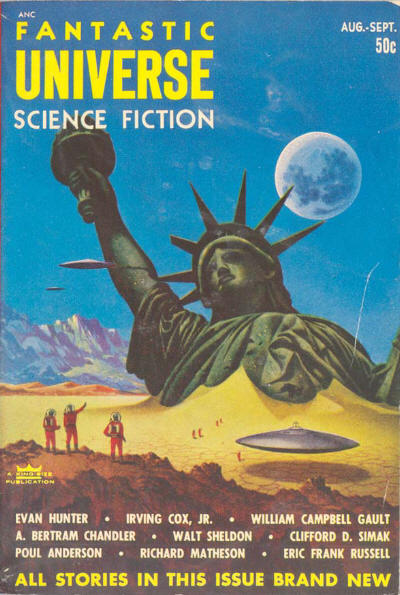
Estatua de la Libertad en ruinas, arte de Alex Schomburg.

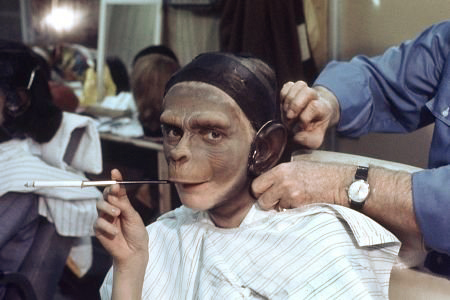
Kim Hunter siendo transformada en la doctora Zira, se necesitaban muchas horas para lograr el resultado esperado.

Taylor bordea con Nova la orilla del mar a caballo, y poco después, cuando dirige su mirada al frente, descubre la trágica respuesta a sus preguntas sobre el origen de esa civilización en revés, exclamando con odio y pesar: 

¡Dios mío! ¡He vuelto! Estoy en casa. Todo este tiempo yo... Así que finalmente lograron hacerlo ¡Maniáticos! ¡Volaron todo! ....Ahhh ¡Malditos! ¡Dios les maldiga a todos al infierno!

Nova, desorientada al ver a Taylor arrodillado en la playa lamentando su descubrimiento, alza la vista trasladando al público una imagen apocalíptica: la Estatua de la Libertad en ruinas medio enterrada entre el mar y las rocas. El planeta de los simios es en realidad la Tierra.

## Reparto
- Charlton Heston - Coronel George Taylor.
- Roddy McDowall - Cornelius.
- Kim Hunter - Dra. Zira.
- Maurice Evans - Dr. Zaius.
- James Whitmore - El presidente de la Asamblea de Simios.
- James Daly - el Dr. Honorious.
- Linda Harrison - Nova.
- Robert Gunner - Astronauta Landon.
- Lou Wagner - Lucius.
- Woodrow Parfrey - Dr. Maximus.
- Jeff Burton - Astronauta Dodge.
- Buck Kartalian - Julius.
- Norman Burton - Hunt Leader.
- Wright King - Dr. Galen.
- Paul Lambert - Ministro.

## Recepción
La película tuvo éxito. Por ello tuvo muchas secuelas.

## Reconocimientos
La película fue postulada a los premios de la Academia de las Artes y las Ciencias Cinematográficas de Hollywood en las categorías de mejor banda sonora y mejor vestuario. Ganó un premio honorífico por la calidad del maquillaje (en 1969 no existía esta categoría en los premios Óscar). El maquillaje había supuesto el 17 % del total del presupuesto.

## Peculiaridades del film
El film Planeta de los Simios exhibe algunos elementos curiosos y distorsiones notables:
- El autor de la novela Pierre Boulle, consideraba esta obra como la menos brillante.
- Charlton Heston fue uno de los principales promotores de la producción del film, sin embargo, la 20 Century Fox consideraba desde John Wayne a Gregory Peck para el rol de Taylor.[9]
- Para realizar los maquillajes de simios en forma convincente se necesitaron nada menos que 100 especialistas.
- El film costó USD$ 5.4 millones y recaudó USD$ 32.6 millones. Sus sagas recaudaron menos.
- Debido al reducido presupuesto, el interior de la nave espacial es bastante espartano usando asientos símiles de oficina frente a un panel de visores digitales, los habitáculos de hibernación se ven pobres en elementos futuristas.
- Los paneles de control de la nave, en especial el contador de tiempo aparece mal acabado en su lugar mientras Taylor graba su mensaje.
- Los pasajes histográficos que se recitan los guardianes simios de la fe recuerdan a pasajes bíblicos.
- Los simios aparecen como inventores de la rueda, mangueras de incendios, picaportes, utensilios y otros artificios.
- Los simios tienen una evolución superior a la Edad del Hierro de los humanos.
- Se escogieron escenarios naturales, como el Gran Cañón de Colorado y el lago Powell, en Utah, Arizona, California. Los escenarios que se construyeron fueron idea del director de arte, William Creber, que se inspiró en la obra de Gaudí y en la Capadocia.

## Diferencias con la novela
Como adaptación tiene diversos puntos en común con la novela de Pierre Boulle. Aparecen los personajes simios principales (Zira, Cornelius y el Dr. Zaius), incluso la humana Nova y la trama es similar. En la primera versión del guion, Rod Serling respetó la trama y los personajes de la obra literaria, sin embargo, en las siguientes versiones se fueron alterando detalles enfocando la historia más hacia la aventura que a la sátira, sobre todo con la participación de Michael Wilson en la reescritura. Las diferencias más notables entre la versión final y la novela son las siguientes:
- Se suprimen los personajes Phyllys y Jinn y su subtrama que enmarcaba la historia.
- Los astronautas franceses Ulises Merou, Levain y el Profesor Antelle, son sustituidos por astronautas estadounidenses al mando del coronel Taylor (que es un reflejo de Ulises Merou).
- Los protagonistas de la novela partieron de la Tierra en el siglo XXVI, mientras que los de la película lo hicieron en el siglo XX.
- En la novela, los astronautas llevan consigo un chimpancé terrícola, el cual muere al poco tiempo de aterrizar en el planeta, asesinado por Nova. En la película, en cambio, el cuarto miembro de la tripulación es una mujer que muere por un fallo en su sistema de hibernación durante el viaje espacial.
- En la novela, la dificultad que tiene el protagonista para comunicarse con los simios es que hablan un idioma diferente, mientras que en la película usan el mismo idioma inglés que el protagonista, pero este no puede hablar debido a una herida que le hicieron en la garganta durante su captura.
- En la novela, los simios constituyen una sociedad avanzada muy similar a la humana en la primera mitad del siglo XX, mientras que en la película recrearon una sociedad mucho más primitiva para abaratar costes de rodaje.
- En la novela, antes de ser temido y considerado una herejía científica, el protagonista llega a convertirse en una celebridad, como más tarde se plantearía a la inversa en la secuela Huida del planeta de los simios. Mientras que en la película, Taylor es tratado con temor y aversión desde que manifiesta públicamente su capacidad de hablar.
- En la novela, el Dr. Zaius se muestra escéptico debido a su incapacidad para aceptar ideas nuevas que se alejen de los dogmas escolásticos establecidos, mientras que en la película se debe a sus concepciones religiosas que rozan el fundamentalismo.

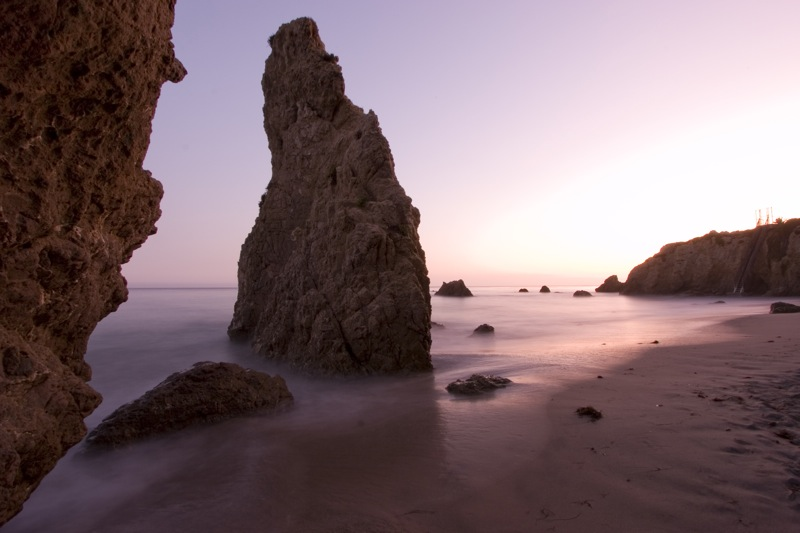
La escena final fue filmada en una pequeña playa, Zuma Beach, entre Malibú y Oxnard, en California.

- En la novela, uno de los compañeros del protagonista sobrevive también a la cacería pero, al pasar demasiado tiempo enjaulado, tratado como un animal y en contacto con los humanos primitivos, se abandona a sí mismo y acaba por convertirse en uno más. En cambio, en la película los simios le realizan una operación quirúrgica en el cerebro para anular su voluntad y su capacidad de hablar.
- En la novela, la acción transcurre en el planeta Soror del sistema de la estrella Betelgeuse, mientras que en la película no, desembocando en un final completamente diferente.

## Secuelas
La saga de El planeta de los simios fue continuada por cuatro secuelas:
- Regreso al planeta de los simios (Beneath the Planet of the Apes, 1970)
- Huida del planeta de los simios (Escape from the Planet of the Apes, 1971)
- Conquista del planeta de los simios (Conquest of the Planet of the Apes, 1972)
- Batalla por el planeta de los simios (Battle for the Planet of the Apes, 1973)

También se rodaron dos series de televisión:
- El planeta de los simios (Planet of the Apes, 1974)
- Regreso al planeta de los simios (animación) (Return to the Planet of the Apes, 1975)

En 2001, Tim Burton dirigió una nueva versión titulada El planeta de los simios con una relectura de la novela bajo su óptica. Los puntos de mayor diferencia con la película original son: la movilidad de los simios; no aparecen los personajes principales de la película original (Zira, Cornelius, el Dr. Zaius y Taylor) y los humanos sí pueden hablar. Como curiosidad señalar que Charlton Heston intervino brevemente en la película, pero esta vez encarnando a Zaius, un viejo simio, el agonizante padre del General Thade (Tim Roth).
En 2011 se estrenó Rise of the Planet of the Apes (El planeta de los simios (R)Evolución en Hispanoamérica o El origen del planeta de los simios en España) del director Rupert Wyatt y con James Franco, Freida Pinto, John Lithgow y Andy Serkis en el reparto. De acuerdo con 20th Century Fox, artísticamente es una nueva versión de la historia y no tiene relación con la saga, si bien hace manifiestos homenajes al clásico de 1968.
El 11 de julio de 2014 se estrenó Dawn of the Planet of the Apes (El planeta de los simios: confrontación en Hispanoamérica o El amanecer del planeta de los simios en España) del director Matt Reeves y con Gary Oldman, Jason Clarke, Keri Russell y Kodi Smit-McPhee, por los humanos y por los simios Andy Serkis (Cesar), Toby Kebbell (Koba), Karin Konoval (Maurice). Esta es la secuela de Rise of the Planet of the Apes de 2011.
En el 2017 se estrenó War for the Planet of the Apes, la continuación de la saga, en la que intervino el actor Woody Harrelson.